# Les petits riens

Retrato de la familia Mozart (1780-81)

Les petits riens (en francés, Las pequeñas nadas, o naderías), K. Anh. 10/299b, es un ballet en un acto y tres cuadros de Jean-Georges Noverre, con música de Wolfgang Amadeus Mozart, creado en la Académie Royale de Music en París, el 11 de junio de 1778.
Durante la estancia de Mozart en París, Noverre le pidió que compusiera una nueva partitura para un ballet que había creado en Viena en 1767. Este ballet estaba concebido para su representación en los interludios entre los actos de la nueva ópera Le finte gemelle de Niccolò Piccinni. Sin embargo, esta ópera fue un fracaso y se canceló tras cuatro representaciones. Aunque el ballet obtuvo una buena acogida, Mozart no fue reconocido por esta obra. Por su parte, la partitura, que durante mucho tiempo se creyó perdida, fue redescubierta en los archivos de la Ópera de París a finales del siglo XIX y, desde entonces, la obra se ha incroporado tanto al repertorio de ballet como al sinfónico.